# کارور (هند)
کارور (به انگلیسی: Karur) یک زیستگاه انسانی در هند است که در ناحیه کارور واقع شده‌است.

## خصوصیات
کارور ۷۰٬۹۸۰ نفر جمعیت دارد و ۱۲۲ متر بالاتر از سطح دریا واقع شده‌است.